# L'albero della vendetta
L'albero della vendetta (Ride Lonesome) è un film western del 1959 diretto da Budd Boetticher, con Randolph Scott, Pernell Roberts e James Coburn. Quinto dei sette film della coppia Scott-Boetticher, segna l'esordio cinematografico di James Coburn.

## Trama
Ben Brigade è un cacciatore di taglie intenzionato a consegnare alle autorità di Santa Cruz il giovane Billy John, ritenuto responsabile di omicidio. Durante il percorso i due si fermano per far riposare i cavalli ad una stazione di posta, dove incontrano Sam Boone e il suo amico Whit: il primo è una vecchia conoscenza di Ben nel cui passato figurano diversi problemi con la giustizia e che ora pare deciso a cambiare vita. Il gestore della stazione si è momentaneamente allontanato per recuperare dei cavalli rubatigli dai Mescaleros della zona, mentre sua moglie, l'affascinante Carrie Lane, è rimasta sola a portare avanti l'attività.
Ben presto Ben si accorge che la minaccia degli indiani è molto più seria del previsto e decide di lasciare prima possibile il luogo per dirigersi verso Santa Cruz, portandosi dietro la donna, che è inizialmente restia, poiché in fiduciosa attesa del ritorno del marito. Quest'ultima però, durante un colloquio con il capo tribù locale, si rende conto della morte del coniuge, avendone riconosciuto il cavallo, ora in possesso di uno dei nativi, e quindi accetta di unirsi agli altri. Si forma dunque una comitiva di cinque persone, inseguita contemporaneamente dagli indiani e dal fratello di Billy John, il bandito Frank, dal quale Ben appare quasi desideroso di farsi raggiungere, poiché con costui sembra avere un conto in sospeso.
Non mancano problemi anche interni al gruppo: Sam è intenzionato a farsi attribuire la cattura dell'omicida da parte delle autorità di Santa Cruz, in cambio dell'amnistia per i suoi reati passati, grazie alla quale poter avviare un ranch in società con Whit; per concretizzare il suo progetto è destinato però ad affrontare il cacciatore di taglie Ben, per niente disposto ad accordarsi con lui. A ciò si aggiungono la presenza femminile che sembra accendere rivalità tra i componenti, e Billy John continuamente in attesa dell'attimo favorevole per tentare la fuga: il viaggio si presenta quindi assai insidioso.

## Critica
Secondo il Morandini il film è "scritto con asciutta efficacia da Burt Kennedy che punta sui personaggi e sui loro comportamenti più che sull'azione". Il film inoltre si presenta come un western classico e lineare, con un ritmo dell'azione non esageratamente veloce ed una suspense lieve ma efficace. Anche nei momenti di maggiore violenza, essa viene indicata, non mostrata a schermo, e ciò induce ad una maggiore sensazione di serenità generale e ad un senso di pace.